# Landdeckelschnecken
Die Landdeckelschnecken (Pomatiidae) sind eine auf dem Land lebende Schnecken-Familie der Ordnung Sorbeoconcha. Die ältesten Vertreter der Familie treten im Campan (Oberkreide) auf.

## Merkmale
Die Gehäuse sind klein bis groß, von etwa 4 mm bis 60 mm Höhe. Sie sind gewöhnlich helicoid bis hochturmförmig, seltener abgeflacht oder scheibenförmig. Die Skulptur besteht aus Spirallinien, die meist von Längsrippen und -linien gekreuzt werden. Daraus resultiert ein typisches netzartiges Muster. Die Rippen können auch schwächer sein oder sogar fehlen. Auch nahezu glatte Gehäuse kommen vor. Das rundliche, multispiralige Operculum besteht aus zwei kalkigen Lagen und einem System von Mikrokanälen. Es kann tief in das Gehäuse zurückgezogen werden. Die äußere Lage ist glatt oder mit einer einzelnen spiraligen Lamelle. Bei einigen Arten ist ein Geschlechtsdimorphismus auch im Gehäuse erkennbar. Die Weibchen sind im Durchschnitt etwas größer. Bei wenigen Arten unterscheiden sich Männchen und Weibchen auch durch die Skulptur der Gehäuse.
Die Tiere sind wie andere Sorbeoconcha getrenntgeschlechtlich, wobei die Weibchen meist größer als die Männchen sind. Der Kopf ist zu einem deutlichen Rüssel (Proboscis) verlängert, die ungegabelt oder nur schwach ausgeprägt zweilobig ist. Die Tiere besitzen nur ein Paar Fühler, und die Augen sitzen an der Basis der Fühler. Die Fußsohle ist längs durch eine Furche in zwei Zonen geteilt. In der Radula hat der zentrale Zahn fünf Spitzen, die Seitenzähne mit zwei unterschiedlichen Spitzen. Die Weibchen produzieren relativ große Eikapseln, die mit viel Eiklar gefüllt sind. Die Embryonen ernähren sich von diesem Eiklar. Die Entwicklungszeit dauert bei manchen Arten sehr lange; es schlüpfen fertige kleine Tiere aus der Eikapsel. 
Durch die Längsteilung der Fußsohle unterscheidet sich die Fortbewegung der Landdeckelschnecken erheblich von der Fortbewegungsart der Landlungenschnecken (Stylommatophora). Diese bewegen sich durch senkrecht zur Längsachse des Tieres ausgeführte, wellenartigen Bewegungen der Fußsohle vorwärts. Die Vertreter der Landdeckelschnecken bewegen abwechselnd die linke und rechte Hälfte des Fußes nach vorne und bewegen sich so in einer Art Schreitgang vorwärts.
Anders als bei anderen, wasserlebenden Sorbeoconcha fehlen Kiemen. Geatmet wird durch die analog zu den Lungenschnecken als Lunge ausgebildete, von feinen Blutgefäßen durchzogene Mantelhöhle. Wie bei anderen Sorbeoconcha, aber im Gegensatz zu den Lungenschnecken ist ein Osphradium vorhanden.

## Geographische Verbreitung
Das Verbreitungsgebiet der Familie ist disjunkt. Das nordwestliche Areal erstreckt sich von den wärmeren Gebieten Westeuropas (im Norden bis zu den Britischen Inseln und Irland), über Südeuropa, einzelnen Vorkommen in Deutschland und in Dänemark (Schöne Landdeckelschnecke Pomatias elegans, häufiger nur im Oberrheingebiet, z. B. Isteiner Klotz), Nordafrika bis in den Nahen Osten, die Küsten Kleinasiens bis zum Kaukasus und die südlichen Küstengebiete des Kaspischen Meeres. Das zweite Areal erstreckt sich von den südwestlichen Küstengebieten der Arabischen Halbinsel, dem Horn von Afrika, Sokotra, entlang der ostafrikanischen Küsten und Madagaskar, einschließlich von Mauritius bis nach Südafrika. Ein drittes, kleineres Areal befindet sich auf dem indischen Subkontinent (Maharashtra, Tamil Nadu, Nilgiri-Berge).

## Taxonomie
Bouchet & Rocroi (2005) unterteilten die Familie Pomatiidae in zwei Unterfamilien, Pomatiinae  und Annulariinae Henderson & Bartsch, 1920. Letztere wird heute jedoch als eigenständige Familie Annulariidae aufgefasst. Neubert (2010) unterteilt die im Umfang etwas reduzierte Familie in die Unterfamilien Cyclotopsinae Kobelt & Möllendorff, 1898 und die Nominatunterfamilie Pomatiinae. Synonyme sind: Cyclostomatidae Menke, 1828 und Ericiidae Wenz, 1915. Derzeit werden folgende Gattungen zur Familie Pomatiidae gestellt.
- †Anapomatias Hrubesch, 1965, Campanium, Oberkreide[1]
- †Bauxia Caziot, 1890, Oberkreide[1]
- Cinnabarica Neubert, 2009
- Clatripoma Neubert, 2009
- Cyclostoma Lamarck, 1799
- Cyclotopsis Blanford, 1864
- Dioscopoma Neubert, 2009
- Guillainia Crosse, 1884
- Leonia Baird, 1850
- Ligatella Martens, 1880
- Lithidion Baird, 1850
- Otopoma Baird, 1850
- Platypoma Neubert, 2009
- Pomatias Studer, 1789
- Rochebrunia Bourguignat, 1882
- Socotora Pallary, 1925
- Tropidophora Troschel, 1847
- Tudorella Fischer, 1885

## Belege